# هوپ هال (آلاباما)
هوپ هال (به انگلیسی: Hope Hull) یک منطقهٔ مسکونی در ایالات متحده آمریکا است که در آلاباما واقع شده‌است. هوپ هال ۶۳٫۰۹ متر بالاتر از سطح دریا واقع شده‌است.